# Космув-Кольонія
Космув-Кольонія (пол. Kosmów-Kolonia) — село в Польщі, у гміні Гміна Цекув-Кольонія Каліського повіту Великопольського воєводства.
Населення — 239 осіб (2011).
У 1975-1998 роках село належало до Каліського воєводства.

## Демографія
Демографічна структура станом на 31 березня 2011 року:
|          | Загалом | Допрацездатний вік | Працездатний вік | Постпрацездатний вік |
| -------- | ------- | ------------------ | ---------------- | -------------------- |
| Чоловіки | 112     | 25                 | 75               | 12                   |
| Жінки    | 127     | 20                 | 74               | 33                   |
| Разом    | 239     | 45                 | 149              | 45                   |